# Diasporus igneus
Diasporus igneus é uma espécie de anfíbio anuro da família Eleutherodactylidae. Está presente no Panamá.